# Strażnica Straży Granicznej w Michałowie
Strażnica Straży Granicznej w Michałowie – nieistniejąca obecnie graniczna jednostka organizacyjna Straży Granicznej realizująca zadania bezpośrednio w ochronie granicy państwowej z Republiką Białorusi.

## Formowanie i zmiany organizacyjne
Strażnica Straży Granicznej w Michałowie (Strażnica SG w Michałowie) została utworzona 19 października 2002 roku w miejscowości Michałowo, zarządzeniem Komendanta Głównego Straży Granicznej, w strukturach Podlaskiego Oddziału Straży Granicznej zgodnie z narzuconą przez Unię Europejską strategią uszczelniania przyszłej wschodniej granicy Unii. Według europejskich norm, strażnice na wschodnich rubieżach Polski musi dzielić najwyżej 25 kilometrów.
W 2002 roku, strażnica SG w Michałowie była I kategorii.
Jako Strażnica Straży Granicznej w Michałowie funkcjonowała do 23 sierpnia 2005 roku i 24 sierpnia 2005 roku Ustawą z 22 kwietnia 2005 roku O zmianie ustawy o Straży Granicznej... została przekształcona na Placówkę Straży Granicznej w Michałowie (PSG w Michałowie).

## Ochrona granicy
Strażnica SG w Michałowie ochraniała odcinek granicy polsko-białoruskiej o długości około 22 km.
W 2002 roku po stronie białoruskiej na długości 157 km ochraniał granicę Grodzieński Oddział Wojsk Pogranicznych.

### Wydarzenia
- 2002 – 19 października uroczystego otwarcia strażnicy SG w Michałowie dokonał wiceminister Zbigniew Sobotka, sekretarz stanu w Ministerstwie Spraw Wewnętrznych i Administracji[2].

### Sąsiednie graniczne jednostki organizacyjne
- Strażnica SG w Gródku ⇔ Strażnica SG w Narewce – 19.10.2002 roku[2].

## Komendanci strażnicy
- por. SG Olgierd Misiukanis (był w 2004[4]–23.08.2005) – do przekształcenia.